# Ризниченко, Юрий Владимирович
Юрий Владимирович Ризниченко (15 [28] сентября 1911, Киев — 1 января 1981, Москва) — советский геофизик, сейсмолог, член-корреспондент Академии наук СССР (1958). Вице-президент Международной ассоциации сейсмологии и физики недр Земли (1957—1961).

## Биография
В 1926—1929 годах учился в Киевской мелиоративной профшколе. В 1928—1930 годах работал в партиях Украинского геологоразведочного управления в должностях коллектора, топографа и чертёжника. В 1930 году поступил в Киевский институт путей сообщения, но в том же году институт переехал в Днепропетровск, а Ризниченко переведён на второй курс геофизического факультета Киевского горно-геологический института. Во время учёбы работал прорабом электроразведочной геофизической партии в Донбассе и Кривбассе.
В 1935 году получил диплом и призван в армию. После демобилизации в 1936 году переехал в Москву, где начал работу под руководством профессора Г. А. Гамбурцева в сейсмической лаборатории Всесоюзной конторы геофизических разведок.
В 1938 году был приглашён Гамбурцевым во вновь созданный Институт теоретической геофизики АН СССР в отдел физических методов разведки полезных ископаемых, где проработал всю жизнь, занимая должности от младшего научного сотрудника до заведующего лабораторией.
С 1938 года вёл научную деятельность в Геофизическом институте (с 1956 года — Институт физики Земли) Академии наук CCCP, с 1947 года — профессор.
Одновременно (по совместительству) доцент, с 1947 года — профессор МГРИ (1945—1955) и МГУ (1950—1957).
Разработал кинематический метод интерпретации сейсмических данных — метод полей времён (1946).
Автор монографии «Геометрическая сейсмика слоистых сред» (1946).
С 1958 года — член-корреспондент Академии наук СССР.
В начале 1960-х годов принял участие в Женевских переговорах по запрету ядерных испытаний.
Умер 1 января 1981 года в Москве.

## Семья
Отец — Владимир Васильевич Ризниченко — геолог, академик Украинской Академии наук (1929);
Жена — Ирина Петровна Косминская — сейсмолог;
- Дочь — Оксана Юрьевна Ризниченко, геофизик[7];
- Дочь — Галина Юрьевна Ризниченко, биофизик[8].

## Работа в научной печати
- С 1962 по 1964 год — главный редактор журнала «Известия АН СССР. Серия Геофизическая»;
- С 1964 по 1981 год — главный редактор журнала «Известия АН СССР. Серия Физика Земли».

## Награды
- Дважды орден Трудового Красного Знамени (1971, 1975);
- Медаль «За трудовую доблесть» (1945);
- Медаль «За доблестный труд в Великой Отечественной войне 1941—1945 гг.» (1946);
- Медаль «В память 800-летия Москвы» (1948).